# VentureCapital Magazin

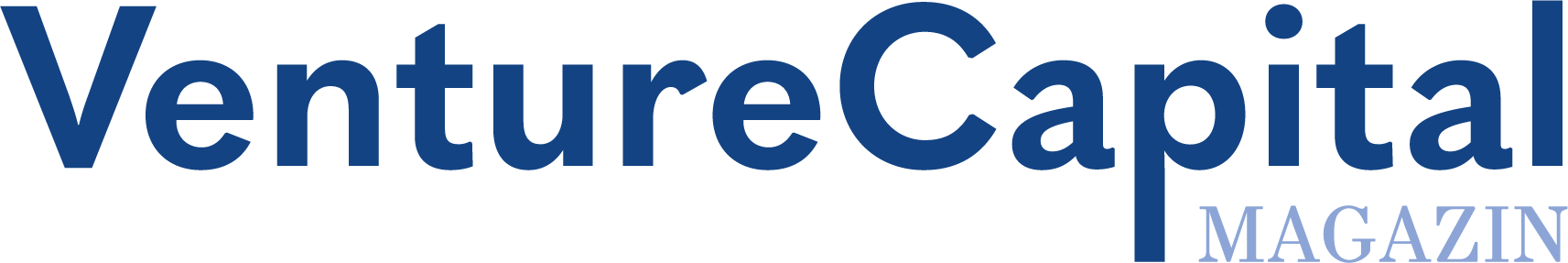

Das VentureCapital Magazin (VC Magazin) ist eine aus der Zeitschrift GoingPublic Magazin entwickelte und von Karim Serrar initiierte Fachzeitschrift, die seit Mai 2000 erscheint. Das Magazin informiert Investoren, innovative Unternehmer und Intermediäre über Trends, Transaktionen und Hintergründe rund um privates Beteiligungskapital, Entrepreneurship und Technologien. Zusammen mit den Online-Produkten VC-Magazin.de sowie dem wöchentlichen Private Equity Flash bildet das VentureCapital Magazin das führende Private-Equity-Portal im deutschsprachigen Raum.
Erste Redaktionsleiterin bis Anfang 2001 war Gudrun Kosche, ab Januar 2015 hatte Benjamin Heimlich diese Funktion inne. Als Verlagsleiter und Head of VentureCapital Magazin steuert Mathias Renz spätestens seit 2011 die kaufmännischen Aspekte des Magazins.

## Inhalt, Heftaufteilung Rubriken
Neben sechs regulären Ausgaben werden jährlich zwei Sonderausgaben, derzeit Standorte, Regionen & Technologien und Start-up, sowie zwei bis drei Spezialausgaben zu verschiedenen Themen veröffentlicht. Das VentureCapital Magazin ist derzeit die einzige deutschsprachige Fachzeitung, die sich ausschließlich mit allen Spielarten der außerbörslichen Unternehmensfinanzierung beschäftigt.
Die Monatsausgabe hat vier Hauptrubriken:
1. Märkte und Zahlen (aktuelle Marktentwicklungen und Studien)
2. Themenschwerpunkt (Schwerpunkt variiert je nach Ausgabe)
3. Branchenfokus (Branchenfokus variiert je nach Ausgabe)
4. Datenbank (Deals, Termine, People)

Flankiert wird das VentureCapital Magazin zusätzlich vom wöchentlichen Newsletter Private Equity Flash.

## Sonstiges
Beim Deutschen Journalistenpreis wurden mehrfach die leitenden Redakteure in der Kategorie „Private Equity und M&A“ ausgezeichnet: Andreas Uhde mit den Artikeln „Tiger auf dem Sprung“ (VentureCapital Magazin 12/2006) und „Zurück auf Los“ (VentureCapital Magazin 1/2008) sowie Torsten Paßmann mit „Quo vadis, KfW?“ (VentureCapital Magazin 1/2011). Zudem gehörte die Redakteurin Susanne Gläser im Jahr 2011 zu den Finalisten.